# Broadfield, Hertfordshire
Broadfield var en civil parish fram till 1955 när den uppgick i civil parish Cottered, i grevskapet Hertfordshire i England. Civil parish var belägen 10 km från Royston och hade 20 invånare år 1951. Byn nämndes i Domedagsboken (Domesday Book) år 1086, och kallades då Bradefella/Bradefelle.